# Toupah
Toupah est une localité située dans le Sud de la Côte d'Ivoire et appartenant au département de Dabou, dans la Région des lagunes. La localité de Toupah est un chef-lieu de commune. 
Toupah est située à environ 22 km de Dabou. La commune est composée de 3 quartiers principaux : Toupah village, Dioulabougou et le quartier d'habitation du centre agroindustriel SAPH. Les habitants autochtones de Toupah sont les adjoukrous mais à la faveur de l'immigration du travail-Usine de caoutchouc, travail dans les plantations d'hévéa et de palmiers à huile, le village a connu une immigration diverse venant soit des pays limitrophes de la Côte d'Ivoire soit des autres villes et villages de Côte d'Ivoire. Le village nouvellement érigé en commune offre de nombreuses opportunités de travail et de loisir mais des investissements lourds sont nécessaires à son assainissement surtout pour le quartier de Dioulabougou. De même le clivage entre autochtones et étrangers n'a que trop longtemps fragilisé le village qui profiterait d'une plus grande cohésion entre tous ses habitants dans la perspective d'un vivre ensemble plus serein et harmonieux.